# Eurosport 1
Eurosport 1 ist ein auf Sportberichterstattung spezialisiertes paneuropäisches Fernseh-Spartenprogramm mit Sitz in Issy-les-Moulineaux bei Paris, das von Eurosport, einem Tochterunternehmen des US-amerikanischen Medienkonzerns Warner Bros. Discovery, betrieben wird. Bis zum 12. November 2015 war der Name des Senders identisch mit dem Namen des Unternehmens.
Mit Ausnahme der deutschsprachigen Version ist der Empfang von Eurosport 1 kostenpflichtig.

## Logos

Ehemaliges Logo
Logo bis zum Frühjahr 2011
Logo bis 12. November 2015
Logo seit 13. November 2015
Logo der HD-Version seit 13. November 2015

## Geschichte
Das Unternehmen Eurosport und der TV-Sender, der damals noch denselben Namen wie das Unternehmen trug, wurden 1989 unter Mitwirkung von einzelnen Sendern der Europäischen Rundfunkunion (EBU) gegründet und nahm am 5. Februar 1989 seinen Sendebetrieb auf. Betreiber war zu diesem Zeitpunkt der britische private Satellitensender SKY des Medienunternehmers Rupert Murdoch. Seit 1991 ist der Sender in Issy-les-Moulineaux bei Paris ansässig. Alleiniger Gesellschafter des Senders war bis zum 12. Dezember 2012 der französische Privatsender TF1. Seit dem 13. Dezember 2012 war Discovery Communications mit 20 % an Eurosport beteiligt und erhöhte seine Anteile auf 51 % am 21. Januar 2014  und erhielt damit die Stimmenmehrheit.
Am 11. April 2014 wurde bekannt, dass die EU-Kommission nicht nur der Erhöhung der Anteile auf 51 %, sondern auch einer möglichen Komplettübernahme von Eurosport durch Discovery Communications zugestimmt hat.
Zwischenzeitlich stellte der damals noch britische TV-Sender Eurosport am 6. Mai 1991 um 2:00 Uhr MESZ seinen Sendebetrieb ein. Dem Sender war im Februar 1991 vor der zuständigen EG-Behörde eine Frist gesetzt worden, den Zusammenschluss seiner 17 Mitgliedsfirmen aufzulösen. Der Grund: Das Eurosport-Konsortium habe sich eine unlautere Vorrangstellung verschafft und verdränge andere Anbieter von Sportsendungen vom Markt. Eurosport galt bis dahin als größter paneuropäischer Satelliten-TV-Sender. Die Wiederaufnahme des Sendebetriebes erfolgte am Mittwoch, den 22. Mai 1991, um 19:30 Uhr. Die tägliche Sendezeit wurde jedoch zunächst drastisch gekürzt. Bis zur Einstellung des Sendebetriebes zum 6. Mai 1991 startete der Programmtag von Eurosport bereits morgens um 05:00 Uhr, allerdings wurden wochentags bis ca. 08:30 Uhr und an den Wochenenden bis ca. 10:00 Uhr jedoch keine eigenen Programme ausgestrahlt, sondern sportfremde Sendungen in englischer Sprache von Sky News und Sky One übernommen, darunter Sendungen wie das religiöse Hour of Power und Kindersendungen wie Fun Factory und DJ-Kat-Show. Nach der Übernahme durch TF1 wurde zunächst nur noch sehr eingeschränkt gesendet: wochentags erst ab 14:00 Uhr und an den Wochenenden ab 09:00 Uhr. Ab Jahresbeginn 1992 wurde das Programm stetig ausgebaut und auch wochentags wieder ab 09:00 Uhr ausgestrahlt.
Am 13. Januar 1993 fusionierte Eurosport mit dem damals noch konkurrierenden paneuropäischen Fernsehsender Sportkanal, der in Großbritannien als Screensport sein Programm ausstrahlte und sich offiziell zuletzt The European Sports Network bezeichnete. Um den seit Jahren andauernden kostspieligen lizenzrechtlichen Streitereien vor Gericht zu entgehen, einigten sich die Betreiber beider Sender auf deren Zusammenlegung. Der daraus entstandene Sender wurde unter Namen Eurosport weitergeführt, jedoch mit dem Zusatz The European Sports Network. Der Sendebetrieb wurde auf den bisherigen Frequenzen von Eurosport fortgeführt. Der Sportkanal stellte seinen Sendebetrieb am 5. März 1993 ein. Am 16. September 2013 gab Discovery Communications bekannt, dass Eurosport ab dem 28. September 2013 einen amerikanischen Ableger betreiben wird.
Im Juni 2015 sicherte sich Discovery mit seinem Sender Eurosport überraschend die europäischen Rechte ab den Olympischen Winterspielen 2018 bis 2024.
Am 23. Juli 2015 wurde bekannt, dass Discovery sämtliche Anteile an Eurosport besitzt.
Ab 13. November 2015 erhielt Eurosport ein Relaunch mit einem neuen Logo und ein neues Claim „Fuel Your Passion“ (deutsch: „Stärke deine Leidenschaft“). Seitdem heißt der bisherige TV-Sender nicht mehr Eurosport, sondern Eurosport 1.

## Empfang
Eurosport 1 sendet heute in 59 Ländern Europas, des Nahen Ostens sowie Nordafrikas und kann damit eigenen Angaben zufolge von rund 120 Mio. TV-Haushalten empfangen werden. Derzeit wird das Programm in 20 verschiedenen Sprachen (englisch, deutsch, französisch, niederländisch, spanisch, italienisch, dänisch, schwedisch, norwegisch, finnisch, polnisch, russisch, griechisch, türkisch, portugiesisch, rumänisch, tschechisch, ungarisch, bulgarisch, serbisch) angeboten, womit 96 % der Eurosport-Zuschauer die Möglichkeit haben, den Sender in ihrer Muttersprache zu empfangen. In Deutschland (Eurosport Deutschland), Großbritannien (British Eurosport), Frankreich (Eurosport France), den skandinavischen Staaten (Eurosport Nordic), Polen (Eurosport Poland) und Italien (Eurosport Italia) werden eigene Programmfenster angeboten, dazu gibt es seit kurzem eine Eurosport-Version in Asien (Eurosport Asia/Pacific), die in neun Ländern der Region ausgestrahlt wird.
In Deutschland kann man den Sender über Satellit, Kabel, IP-TV sowie in einigen Regionen via DVB-T2 HD empfangen. Seit dem 9. März 2010 sendet Eurosport auch in Deutschland in der digitalen Technik im Format 16:9.

## Programm
Der Sender berichtet über ein breites Spektrum von Sportarten. Das Grundgerüst stellt die Live-Berichterstattung von
- Basketball
- Fußball
- Golf
- Judo
- Leichtathletik
- Motorsport
  - Automobilsport
  - Motorradsport
- Olympische Spiele
- Pferdesport
- Radsport
  - Mountainbike-Weltcup
  - Straßenradsport
- Rugby
- Snooker
- Squash
- Tennis
- Tischtennis
- Wintersport
  - Alpiner Skiweltcup
  - Biathlon-Weltcup
  - Bob-Weltcup
  - Nordische Kombination
  - Skilanglauf-Weltcup
  - Skispringen

## Kommentatoren und Reporter

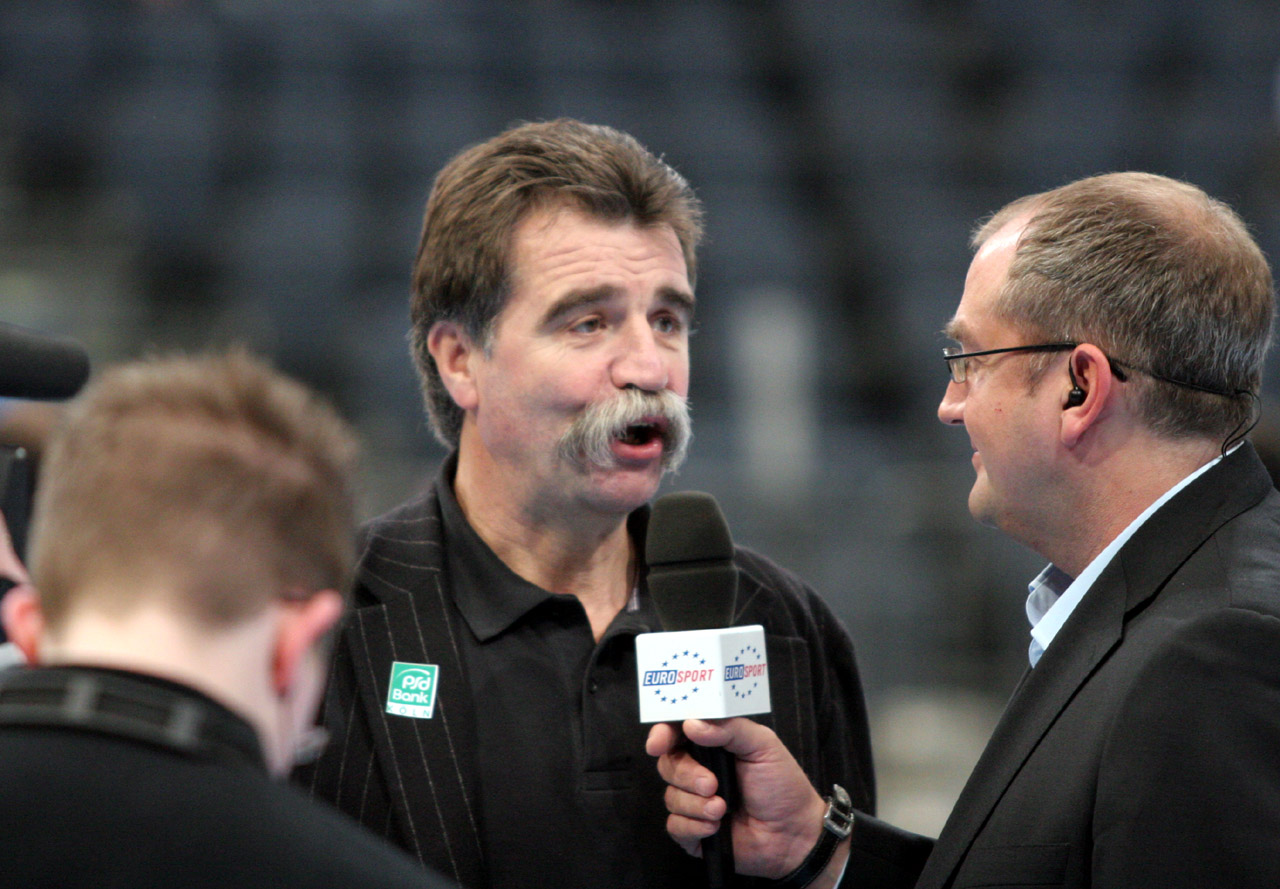
Jürgen Höthker (r.) im Interview mit Heiner Brand

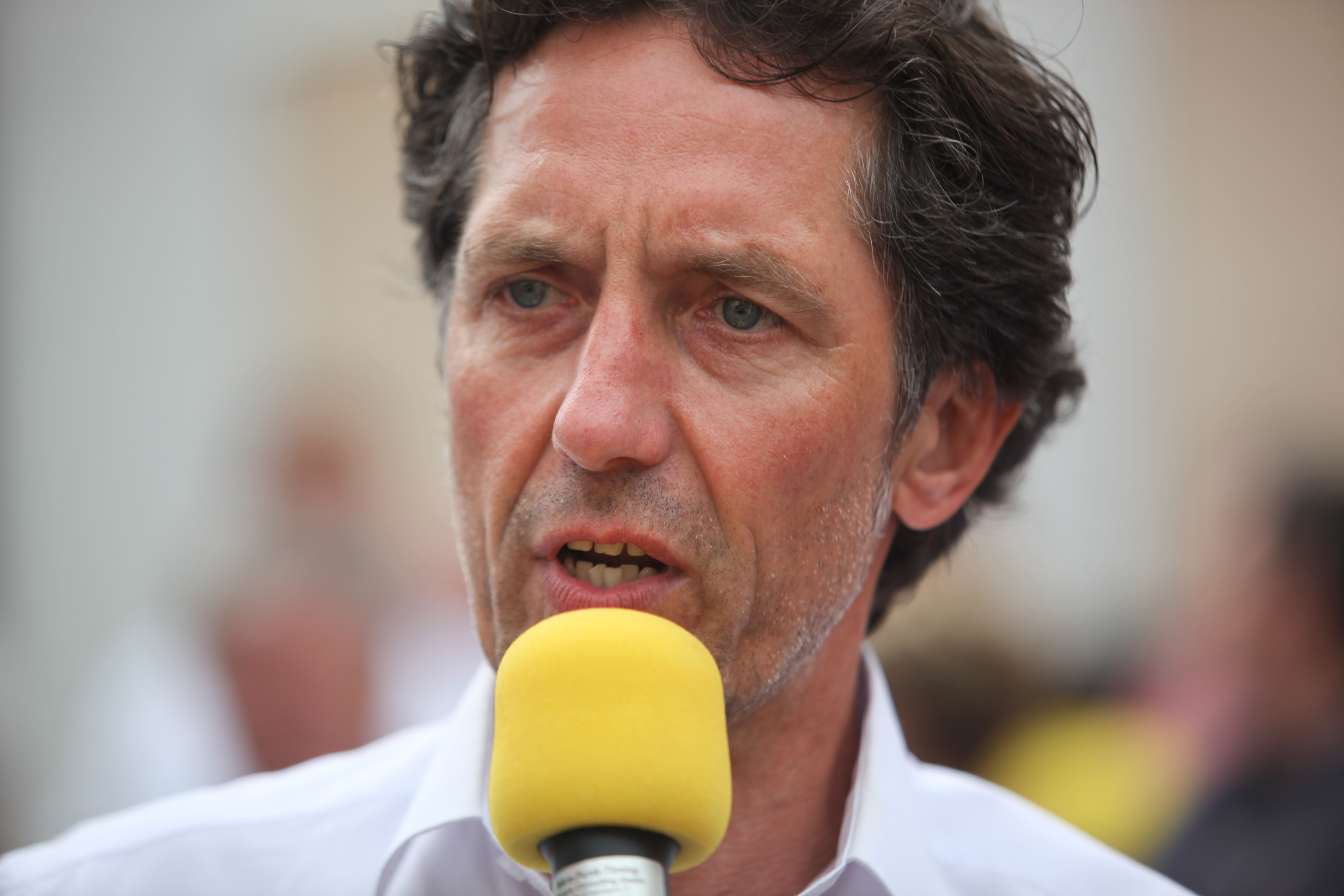
Karsten Migels (2015)

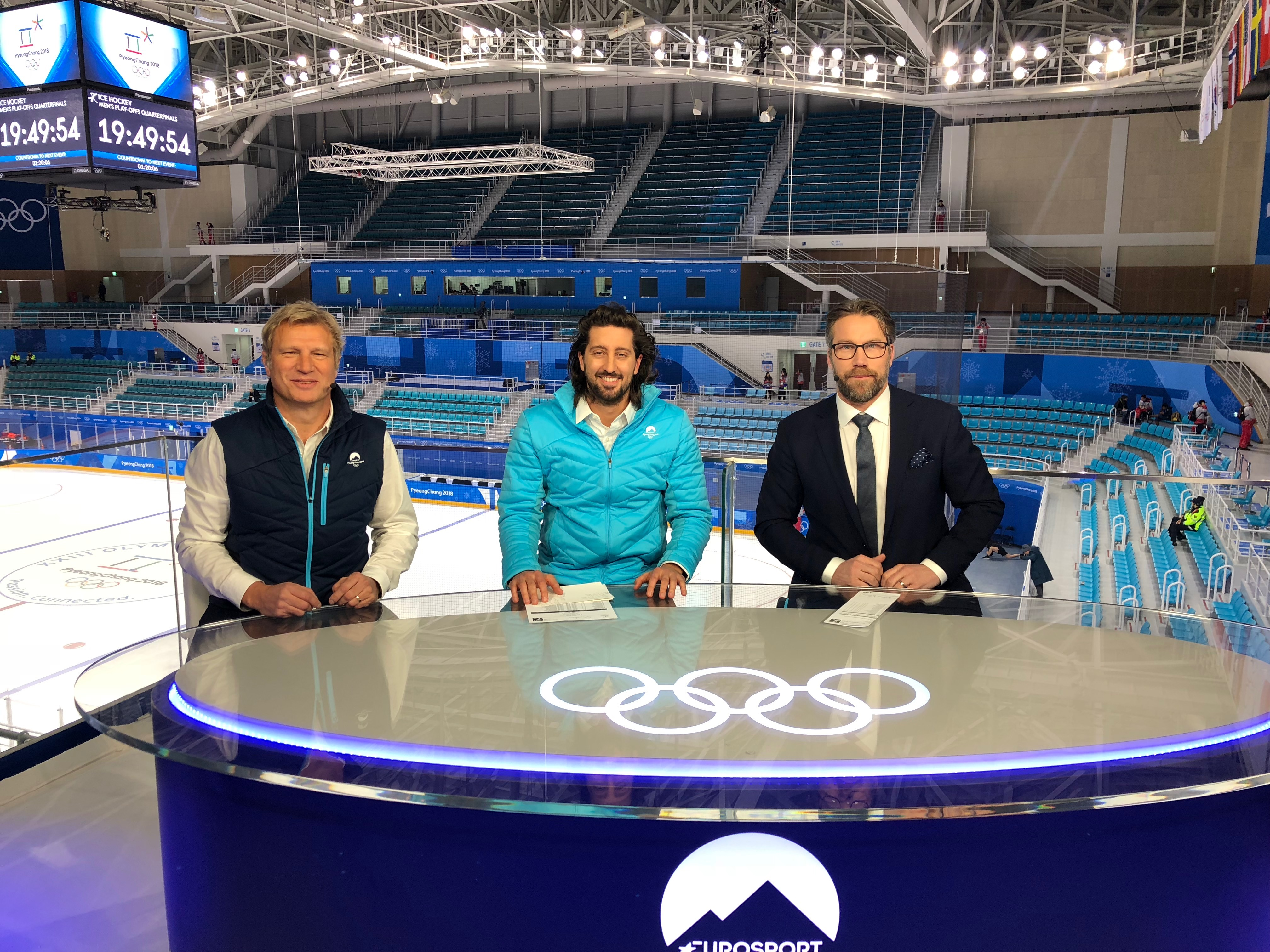
Gerhard Leinauer, Patrick Ehelechner und Peter Forsberg während der Olympischen Winterspiele 2018

Chefredakteur in Paris ist der Franzose Alexandre Daquo. Für die deutsche Sprachversion zeichnet Ingolf Cartsburg verantwortlich.
Viele ehemalige Kommentatoren des Deutschen Fernsehfunks der DDR fanden bei Eurosport nach der Wende ein neues Zuhause. Dirk Thiele wurde zusammen mit Sigi Heinrich für den Adolf-Grimme-Preis 2005 nominiert. 2008 nahmen die beiden stellvertretend für Eurosport den Deutschen Fernsehpreis entgegen (siehe Auszeichnungen).
Bekannte deutsche Kommentatoren/Reporter des Senders sind oder waren:
- René Adler † (Tischtennis)
- Klaus Angermann (Radsport, Wintersport)
- Gernot Bauer (Olympische Spiele, Wintersport, Motorradsport)
- Matthias Bielek (Skispringen)
- Petra Bindl (Eiskunstlauf, Tanzen, Rhythmische Sportgymnastik, Tennis, Synchronschwimmen)
- Christian Bruns (Wrestling)
- Gustav Büsing † (Automobilsport)[16]
- Ingolf Cartsburg (Rugby, American Football, Basketball, Triathlon, Surfen)
- Roland Evers (Fußball, Tennis)
- Oliver Faßnacht (Tennis, Fußball, Eishockey)
- Hans Finger (Handball)
- Tobi Fischbeck (Fußball, Eishockey, Australian Football)
- Stéphane Franke † (Leichtathletik, Wintersport, Wasserspringen)
- Sebastian Hackl (Wrestling)
- Marco Hagemann (Fußball, Tennis)
- Thomas Hein (Snooker, Teqball)
- Sigi Heinrich (Leichtathletik, Ski alpin, Biathlon, Eiskunstlauf, Curling, Turnen, Wasserspringen, Volleyball, Fußball)
- Stefan Heinrich (Automobilsport)
- Mirko Heintz (Eishockey)
- Wolfgang Hempel † (Fußball, Eishockey)
- Guido Heuber (Funsport, Ski alpin, Wasserspringen)
- Luis Holuch (Skispringen)
- Jürgen Höthker (Tennis, Handball, Eishockey)
- Ralf Itzel (Fußball)
- Ulrich Jansch (Radsport, Schwimmen, Wintersport)
- Andreas Jörger (Fußball)
- Rolf Kalb (Billard/Snooker, Rudern, Kampfsport & Tanzen, Bowls, Darts)
- Ulrich Kapp (Curling)
- Werner Kastor † (Boxen)
- Julia Kleine (Olympische Spiele)
- Ralf Klinkenberg (Tennis, Golf, Darts, Bowls)
- Roman Knoblauch (Nordische Kombination, Skispringen, Fechten, Triathlon)
- Lenz Leberkern (Motorradsport)
- Gerhard Leinauer (Eishockey, Radsport, Ski alpin, Skispringen, Segelsport)
- Lenny Leonhardt (Fußball)[17]
- Daniel Lerche (Frauenfußball)
- Wolfgang Ley (Fußball, Boxen)
- Karsten Linke (Tennis, Hockey)
- Dirk Alexander Lude (Pferdesport)
- Karsten Migels (Radsport)
- Uwe Morawe (Fußball)
- Rudi Moser (Motorradsport)
- Wolfgang Nadvornik (Olympische Spiele, Fußball, Tennis, Ski alpin)
- Hans Werner Niesner (Badminton)
- Birgit Nössing (Olympische Spiele)
- Norbert Ockenga (Automobilsport, Speedway)
- Hans-Joachim Rauschenbach † (Eiskunstlaufen, Boxen)
- Ron Ringguth (Motorradsport, Bob, Rodeln, Bahnradsport, Gewichtheben)
- Marc Rohde (Ski Nordisch, Shorttrack, Eisschnelllauf, Radsport, Kanusport)
- Hendryk Schamberger (Eiskunstlauf)
- Bettina Schneider (Tennis, Magazine)
- Markus Schocker (Automobilsport)
- Marco Schreyl (Olympische Spiele)
- Andreas Schulz (Radsport)
- Christoph Schumann (Segelsport)
- Oliver Sittler (Automobilsport)
- Matthias Stach (Tennis, Schwimmen, Eisschnelllauf, Fußball)
- Christoph Stadtler (Eishockey, Shorttrack)
- Jan Stecker (Motorradsport)
- Markus Theil (Fußball, Tennis, Cricket)
- Dirk Thiele (Leichtathletik, Skispringen, Nordische Kombination, Unihockey, Fußball)
- Sebastian Tiffert (Leichtathletik, Automobilsport, Ski Nordisch)
- Torsten Tschoepe (Handball, Fußball)
- Berndt von dem Knesebeck (Reiten)
- Alexander von der Groeben (Kampfsport, Boxen)
- Ulf von Malberg (Automobilsport)
- Harry Weber (Wrestling, Kampfsport, Boxen, Motorradsport, Snooker, Darts, Australian Football, Magazine)
- Gottfried Weise (Fußball, Wintersport)
- Frank Winkler (Volleyball, Schwimmen, Poker, Fußball, Snooker)
- Uwe Winter (Automobilsport)
- Peter Woydt † (Radsport, Eisschnelllauf)
- Nico Zacek (Ski- und Snowboard-Freestyle)
- Ruben Zimmermann (Motorradsport)

Experten des Senders sind oder waren:
- Dirk Adorf (Automobilsport)
- Viola Bauer (Skilanglauf)
- Boris Becker (Tennis)
- Jochen Behle (Skilanglauf)
- Christian Blunck (Hockey)
- Annabel Croft (Tennis)
- Vincent Defrasne (Biathlon)
- Fritz Dopfer (Ski alpin)
- Claudia Dreher (Marathon)
- Jacky Durand (Radsport)
- Patrick Ehelechner (Eishockey)
- Giovane Élber (Fußball)
- Josef Ferstl (Ski alpin)
- Heike Fischer (Wasserspringen)
- Anni Friesinger-Postma (Eisschnelllauf)
- Hilde Gerg (Ski alpin)
- Michael Greis (Biathlon)
- Christoph Gruber (Ski alpin)
- Heinz Günthardt (Tennis)
- Fabian Hambüchen (Olympische Spiele)
- Sven Hannawald (Skispringen)
- Thomas Hein (Snooker)
- Jens Heppner (Radsport)
- Alex Hofmann (Motorradsport)
- Marc Huster (Gewichtheben)
- Manfred Jantke (Automobilsport)
- Ralf Kelleners (Automobilsport)
- Patrick Kluivert (Fußball)
- Alexander Köll (Ski alpin)
- Andre Krauspe (Shorttrack)
- Tobias Kroner (Speedway)
- André Lange (Bob)
- Martina Lechner (Ski alpin)
- Jean-Claude Leclercq (Radsport)
- Urs Lehmann (Ski alpin)
- André Leslie (Cricket)
- Frank Luck (Biathlon)
- Adam Małysz (Skispringen)
- Tina Maze (Ski alpin)
- Christian Menzel (Automobilsport)
- Egon Müller (Speedway)
- Stefan Nebel (Motorradsport)
- Lutz Pfannenstiel (Fußball)
- Hans-Peter Pohl (Skispringen, Nordische Kombination)
- Dirk Raudies (Motorradsport)
- Viktoria Rebensburg (Ski alpin)
- Hannes Reichelt (Ski alpin)
- Andreas Renz (Eishockey)
- Frank-Peter Roetsch (Biathlon)
- Tony Rominger (Radsport)
- Michael Rösch (Biathlon)
- Christian Rüdiger (Darts)
- Barbara Schett (Tennis)
- Martin Schmitt (Skispringen)
- Werner Schuster (Skispringen)
- Alex Schwan (Snowboard-Freestyle)
- Jan Seyffarth (Automobilsport)
- Gerd Siegmund (Skispringen, Nordische Kombination)
- Ernst Vettori (Skispringen)
- Frank von Behren (Handball)
- Ralf Waldmann † (Motorradsport)
- Arsène Wenger (Fußball)
- Andreas Widhölzl (Skispringen)
- Mats Wilander (Tennis, Grand Slam Turniere)
- Manfred Wolf (Eishockey)
- Frank Wörndl (Ski alpin)
- Katja Wüstenfeld (Biathlon)

## Videotext/Austastlücke
Ärger gab es 2003, als Eurosport mit einem Erotikanbieter kooperierte, um einen Abo-Dienst für Pornofilme unter der Bezeichnung Sexxxcast.TV über die Austastlücke anzubieten. Da Eurosport zum damaligen Zeitpunkt aber noch im Digitalpaket des ZDF vertreten war, entstand viel Wirbel (das ZDF drohte sogar mit dem Rauswurf von Eurosport aus dem Digitalpaket, was am 1. Januar 2006 nach Änderungen am Rundfunkstaatsvertrag trotzdem geschah) und die Kooperation wurde schon nach kurzer Zeit wieder beendet. Wiederbelebungsversuche seitens des Diensteanbieters scheiterten. Die Übertragungstechnik hierzu wird als TV Radio Cast bezeichnet.

## Auszeichnungen
Eurosport gewann den Deutschen Fernsehpreis 2008 in der Kategorie „Beste Sportsendung“ für seine Berichterstattung von den Olympischen Spielen 2008 in Peking. Stellvertretend für das gesamte Team nahmen die Kommentatoren Sigi Heinrich und Dirk Thiele die Auszeichnung entgegen. Der Deutsche Fernsehpreis 2017 in der Kategorie „Beste Sportsendung“ ging ebenfalls an den Sender, dieses Mal für seine Übertragung der Damenfinals der Australian und US Open 2016.